# Submarino nuclear

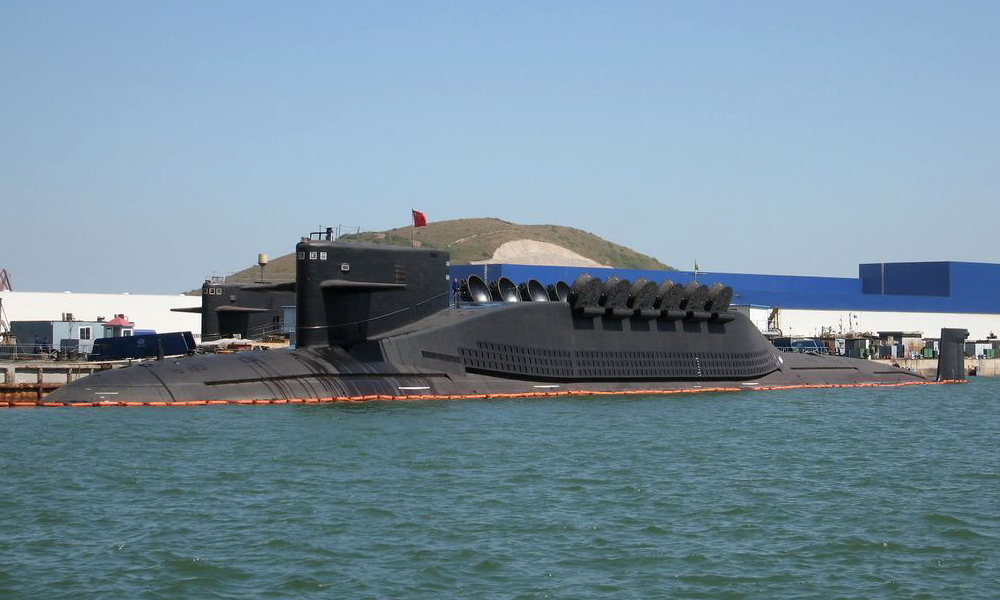
Un submarino nuclear chino de misiles balísticos clase Jin (Tipo 094), que opera para la Armada del Ejército Popular de Liberación.

Un submarino nuclear es un submarino propulsado por un reactor nuclear pero no necesariamente está equipado con armas nucleares. Las ventajas de rendimiento de los submarinos nucleares sobre los submarinos "convencionales" (típicamente diesel-eléctricos) son considerables. La propulsión nuclear, al ser completamente independiente del aire, libera al submarino de la necesidad de permanecer en superficie con frecuencia, como es necesario para los submarinos convencionales. La gran cantidad de energía generada por un reactor nuclear permite a los submarinos nucleares operar a gran velocidad durante largos períodos de tiempo y el largo intervalo entre reabastecimientos otorga un rango limitado solo por consumibles tales como alimentos.
Las generaciones actuales de submarinos nucleares nunca necesitan ser reabastecidas a lo largo de sus 25 años de vida. Por el contrario, la limitada potencia almacenada en las baterías eléctricas significa que incluso el submarino convencional más avanzado solo puede permanecer sumergido durante unos días a baja velocidad y solo unas pocas horas a la máxima velocidad. Los recientes avances en la propulsión independiente del aire (AIP) han erosionado algo esta desventaja. El alto costo de la tecnología nuclear significa que relativamente pocos estados son capaces financiera y tecnológicamente en el diseño y construcción de submarinos nucleares. Algunos de los accidentes nucleares y de radiación más graves jamás ocurridos han involucrado percances en submarinos nucleares.

## Historia

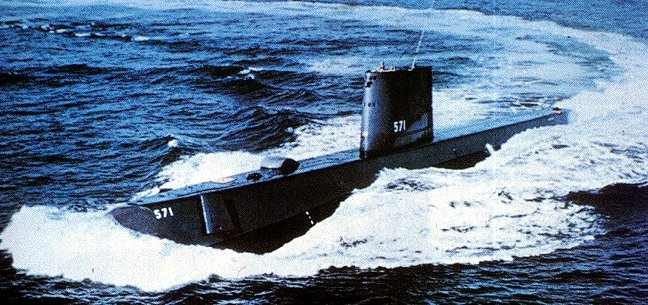
USS Nautilus (SSN-571), el primer submarino de propulsión nuclear, que sirvió entre 1955 y 1980 a la armada estadounidense. Actualmente es un buque museo.

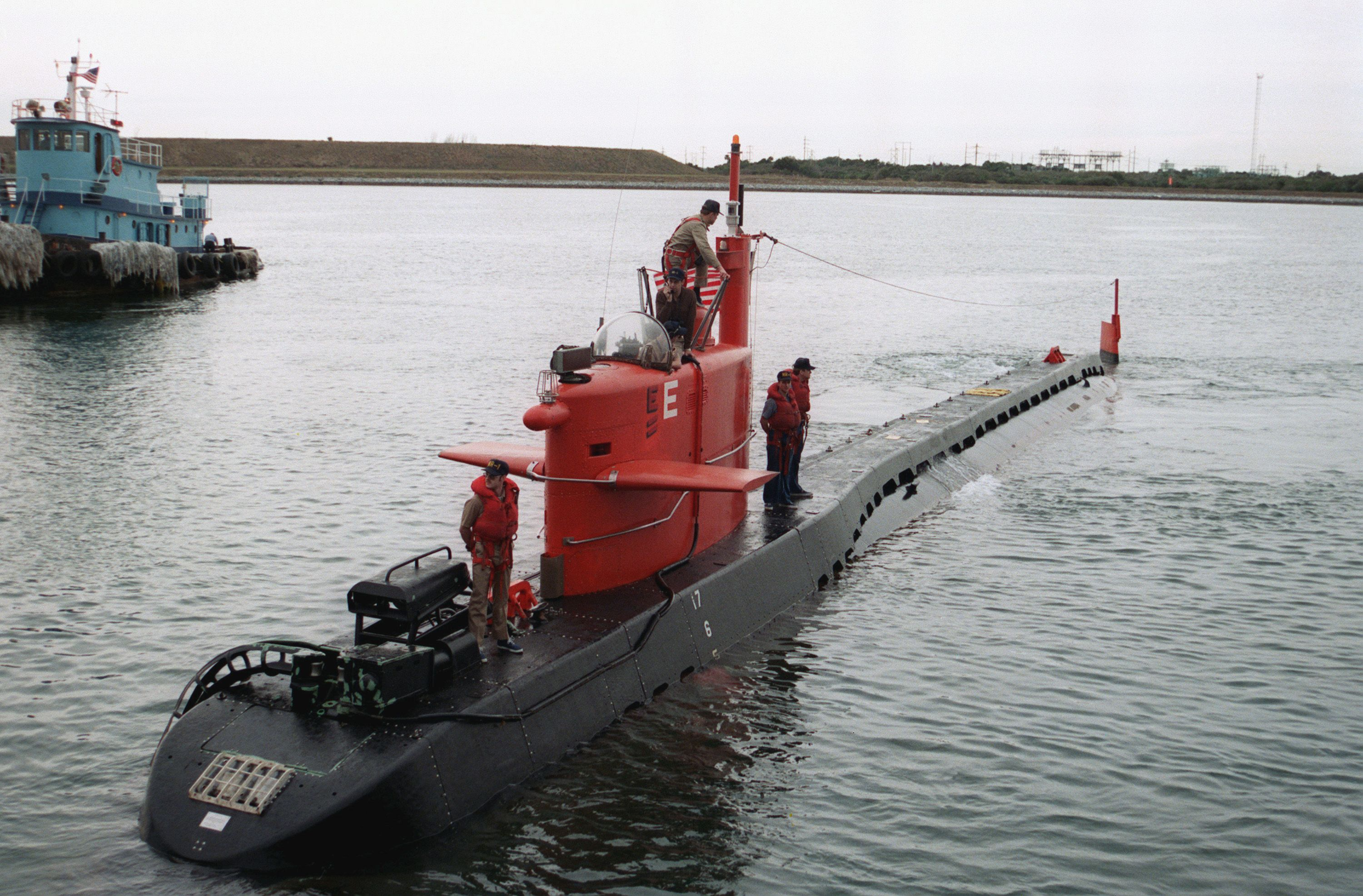
El submarino más pequeño de propulsión nuclear, el NR-1, que operó entre 1969 y 2008.

La idea para un submarino propulsado nuclear fue propuesta primero en la marina de guerra de Estados Unidos por Ross Gunn del laboratorio de investigación naval en 1939.
La construcción del primer submarino propulsado por energía nuclear fue posible gracias al desarrollo exitoso de una planta de propulsión nuclear por parte de un grupo de científicos e ingenieros de la División de Reactores Navales de la Oficina de Buques y de la Comisión de Energía Atómica. En julio de 1951, el Congreso de Estados Unidos autorizó la construcción del primer submarino de propulsión nuclear, Nautilus, bajo la dirección del capitán Hyman G. Rickover, USN (compartiendo nombres con el submarino ficticio Nautilus del capitán Nemo en Veinte mil leguas de viaje submarino de Julio Verne y otro USS Nautilus (SS-168) que sirvió con distinción en la Segunda Guerra Mundial).
La Westinghouse Corporation fue asignada para construir su reactor. Después de que el submarino fue terminado en la compañía eléctrica, Mamie Eisenhower (esposa del presidente de los EE. UU.) quebró la botella tradicional de champán en la proa del Nautilus, y quedó comisionado como USS Nautilus (SSN-571), el 30 de septiembre de 1954 El 17 de enero de 1955, salió de Groton, Connecticut para comenzar los ensayos de mar. El submarino tenía 98 m de largo, y costó alrededor de $55 millones.

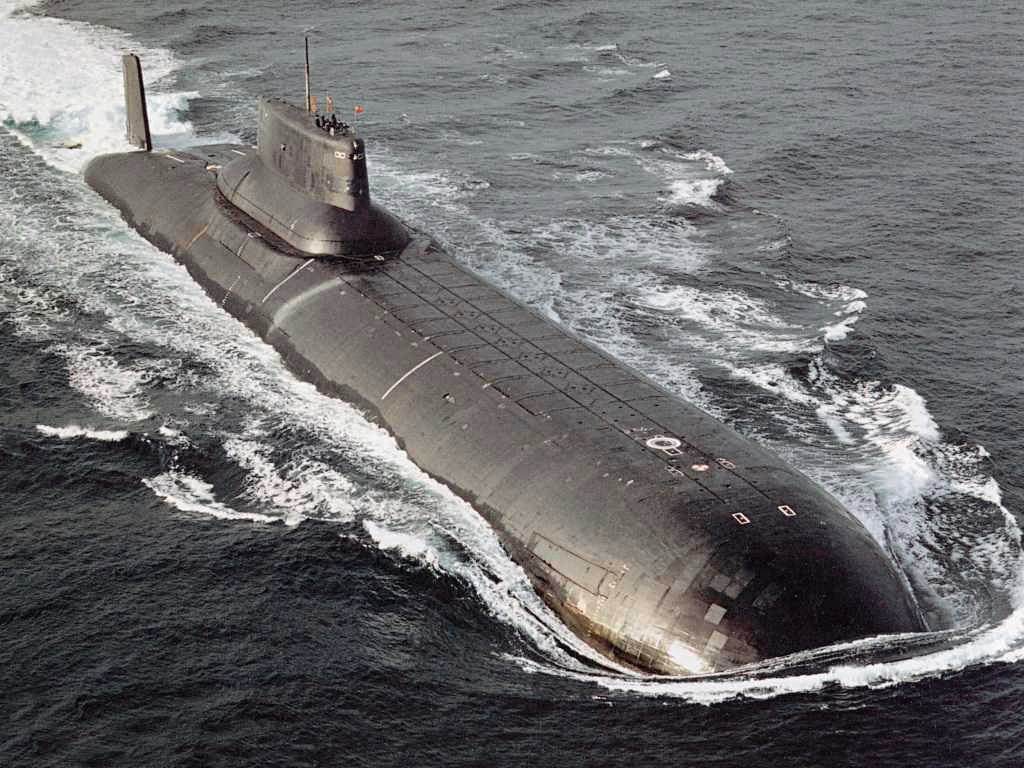
El submarino de propulsión nuclear Proyecto 941 «Akula» (Typhoon en denominación OTAN) es el submarino de mayor desplazamiento del mundo..

La Unión Soviética pronto siguió el ejemplo de los Estados Unidos en el desarrollo de submarinos nucleares en la década de 1950. Estimulados por el desarrollo del Nautilus, el trabajo soviético en reactores de propulsión nuclear comenzó a principios de la década de 1950 en el Instituto de Física e Ingeniería de la Energía de Óbninsk, bajo Anatoly P. Alexandrov, quien se convertiría en director del Instituto Kurchátov. En 1956 comenzaron las pruebas del primer reactor de propulsión nuclear diseñado por su equipo. Mientras tanto, un equipo bajo el mando de Vladimir N. Peregudov trabajaba en el casco que albergaría el reactor.
Después de superar muchos obstáculos, incluidos problemas con los generadores de vapor, fugas de radiación, y otras dificultades, el primer submarino nuclear basado en esos esfuerzos combinados, el K-3 "Leninskiy Komsomol" del Proyecto 627 de la clase "Kit", conocido como Clase November por la OTAN, entró en servicio en la Armada Soviética.
La propulsión nuclear se reveló como idónea para la propulsión de submarinos de misiles balísticos (SMB), mejorando su capacidad para permanecer sumergidos y no detectados. El primer submarino de misiles balísticos de propulsión nuclear (SMBPN) fue el USS George Washington (SSBN-598) que transportaba 16 misiles UMG-27 Polaris, que realizó la primera patrulla disuasoria entre noviembre de 1960 y enero de 1961. Los soviéticos contaban con varios submarinos de propulsión nuclear del Proyecto 629 (Clase Golf), y se encontraban a solo un año de los EE. UU. con su primer SMBPN, el K-19 del Proyecto 658 (Clase Hotel), comisionado en noviembre de 1960. Sin embargo, transportaba los mismos tres misiles que los Golfs. El primer SMBPN con 16 misiles fue el Proyecto 667A (Clase Yankee), el primero de esta clase entró en servicio en 1967. En esa fecha Estados Unidos ya habían comisionado 41 SMBPN.

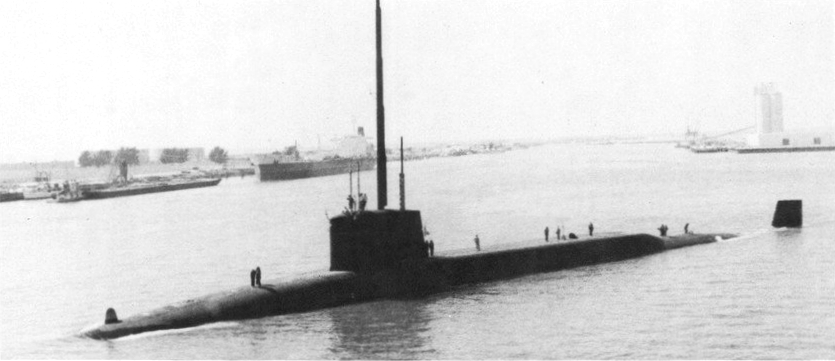
Clase Resolution, el primer submarino nuclear de misiles balísticos de la Armada británicas.

En el punto álgido de la Guerra Fría, se encontraban en construcción entre 5 y 10 submarinos en cada uno de los cuatro astilleros de submarinos soviéticos (Sevmash en Severodvinsk, Admiralteyskiye Verfi en San Petersburgo, Krasnoye Sormovo en Nizhny Novgorod, y Amurskiy Zavod en Komsomolsk del Amur). Entre finales de los 50 hasta el final de 1997, la Unión Soviética, y después Rusia, construyeron un total de 245 submarinos, más que el resto de naciones juntas.
En el Reino Unido, todos los submarinos actuales y los retirados de la Marina Real Británica han sido construidos en Barrow-in-Furness (con la excepción de tres de ellos: el HMS Conqueror, el HMS Renown y el HMS Revenge) donde aun se continua la construcción de submarinos de propulsión nuclear. El Conqueror ha sido el único submarino de propulsión nuclear en enfrentarse a un barco enemigo en combate usando torpedos, como resultado hundió el ARA General Belgrano durante la Guerra de las Malvinas en 1982.
Actualmente, seis países cuentan con algún tipo de submarino estratégico de propulsión nuclear: Estados Unidos, Rusia, Francia, Reino Unido, China y la India. En Brasil se encuentra en construcción su primer submarino de ataque de propulsión nuclear, el SN10 Álvaro Alberto, un desarrollo de la Clase Riachuelo de propulsión convencional, estando prevista su entrada en servicio para finales de la década de 2020. Aunque otros países como Argentina cuentan con proyectos en desarrollo para construir submarinos de propulsión nuclear. Australia recibirá submarinos nucleares con tecnología estadounidense tras formarse la alianza AUKUS en 2021.

## Países con submarinos nucleares

### Actualmente
Submarinos nucleares plenamente operativos a 15 de octubre de 2021. Había un total de 143 submarinos operativos.
- Estados Unidos (Armada de los Estados Unidos) (68 submarinos)
  - Clase Los Ángeles (28 submarinos)
  - Clase Ohio (18 submarinos)
  - Clase Seawolf (3 submarinos)
  - Clase Virginia (19 submarinos)
- China (Armada del Ejército Popular de Liberación) (16 submarinos)
  - Clase Han - Tipo 091 (3 submarinos activos)
  - Clase Xia - Tipo 092 (1 submarino)
  - Clase Shang - Tipo 093 (6 submarinos)
  - Clase Jin - Tipo 094 (6 submarinos)
- Rusia (Armada de Rusia) (36 submarinos)
  - Clase Delta (9 submarinos)
  - Clase Victor (3 submarinos)
  - Clase Yasen (5 submarinos)
  - Clase Borey (4 submarinos)
  - Clase Typhoon (1 submarino)
  - Clase Sierra (2 submarinos)
  - Clase Oscar (6 submarinos)
  - Clase Akula (5 submarinos)
  - Clase Paltus (2 submarinos)
  - Clase Uniform (2 submarinos)
- Reino Unido (Marina Real británica) (11 submarinos)
  - Clase Trafalgar (2 submarinos)
  - Clase Vanguard (4 submarinos)
  - Clase Astute (5 submarinos)
- Francia (Marina Nacional francesa) (10 submarinos)
  - Clase Rubis (5 submarinos)
  - Clase Le Triomphant (4 submarinos)
  - Clase Barracuda (1 submarino)
- India (Armada India) (2 submarinos activos) 
  - Clase Arihant (2 submarinos activos)

### Futuro
- Brasil (Marina de Brasil)
  - SN10 Álvaro Alberto, modelo evolucionado de la clase Riachuelo, entrara en servicio en torno a 2030
- Australia (Armada Real Australiana)
  - Por el acuerdo AUKUS recibirá al menos 8 submarinos de tecnología estadounidense[16] como los de la Clase Virginia[cita requerida]

### Países ya desaparecidos
- Unión Soviética (Armada Soviética)
  - Toda su armada nuclear se traspasó a la Armada de Rusia.